# Anton Szveteney de Nagy-Ohay
Anton svobodný pán Szveteney de Nagy-Ohay (maďarsky nagyóhaji Szveteney Antal báró) (5. prosince 1831 Tarnopol – 30. října 1893 Sibiu) byl rakousko-uherský generál maďarského původu. Jako absolvent vojenské akademie sloužil v c. k. armádě od roku 1848 a byl účastníkem několika vojenských tažení. Později byl důstojníkem generálního štábu a několik let sekčním šéfem na ministerstvu války. Jako posádkový velitel strávil několik let v Brně a svou kariéru završil jako zemský velitel v Sedmihradsku (12. armádní sbor v Sibiu, 1888–1893). V roce 1882 byl povýšen na barona a v armádě dosáhl hodnosti generála jezdectva (1890).

## Životopis

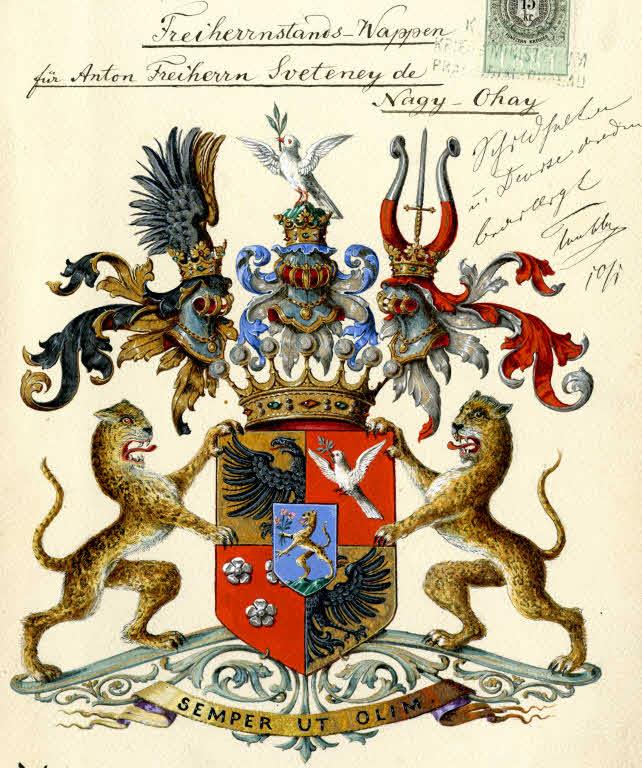
Erb udělený při povýšení do stavu svobodných pánů (1882)

Pocházel ze staré uherské rodiny povýšené do šlechtického stavu v 17. století. Studoval na Tereziánské vojenské akademii ve Vídeňském Novém Městě a do aktivní služby vstoupil již během revolučních let 1848–1849, zúčastnil se bojů v Itálii a Uhrách, jako poručík v té době sloužil u 33. pěšího pluku. Později si doplnil vzdělání na Válečné škole (K.u.k. Kriegschule) ve Vídni. Po ukončení školy byl jako nadporučík zařazen do sboru důstojníků generálního štábu, později působil u zemského velitelství pro rakouské země ve Vídni. Mezitím se zúčastnil války se Sardinií (1859), poté bojoval také v prusko-rakouské válce (1866). V roce 1867 byl již majorem a šéfem obchodní sekce u generálního štábu. V roce 1868 byl povýšen na podplukovníka a byl zástupcem velitele 5. husarského pluku. V letech 1871–1873 byl velitelem 11. husarského pluku. a v roce 1872 dosáhl hodnosti plukovníka. V roce 1873 byl přeložen do Štýrského Hradce, kde byl jmenován šéfem štábu zemského velitelství pro rakouské země (štáb byl později přemístěn do Vídně).
V roce 1877 byl jmenován velitelem 8. jezdecké brigády v Praze V roce 1878 byl povýšen do hodnosti generálmajora a následně byl povolán do Vídně, kde byl jmenován šéfem prezidiální kanceláře na ministerstvu války. V roce 1883 dosáhl hodnosti polního podmaršála a nadále působil na ministerstvu války jako první sekční šéf. V roce 1885 z ministerstva války odešel a převzal velení 4. pěší divize v Brně. Nakonec v letech 1888–1893 zastával funkci velitele 12. armádního sboru v Sibiu (dříve Hermannstadt). K datu 1. listopadu 1890 dosáhl hodnosti generála jezdectva.
Zemřel 30. října 1893 ve věku 62 let a byl pohřben na vojenském hřbitově v Sibiu. 

## Tituly a ocenění
Od narození byl uživatelem šlechtického titulu, který jeho rodině náležel již od roku 1635. Jako nositel Řádu železné koruny získal nárok na povýšení do stavu svobodných pánů, tento titul mu byl udělen v roce 1882 (diplom byl vystaven až k datu 10. ledna 1883). Byl nositelem Řádu železné koruny I. a III. třídy a Vojenské záslužné medaile. Ve funkci velitele armádního sboru obdržel titul c. k. tajného rady s nárokem na oslovení Excelence (1889). V zahraničí obdržel rytířský kříž ruského Řádu sv. Stanislava, dále byl velkodůstojníkem francouzského Řádu čestné legie, Řádu italské koruny, nositelem velkokříže Řádu rumunské hvězdy a srbského Řádu Takova a komandérem švédského Řádu meče. Od roku 1889 byl čestným majitelem pěšího pluku č. 86.
V roce 1869 se ve Vídni oženil s Annou Leitzingerovou (1850–1904). Z jejich manželství se narodili synové Georg Anton (*1871) a Anton Karl (*1872), oba byli absolventy Tereziánské vojenské akademie a sloužili v c. k. armádě. Dcera Maximiliana (*1875) byla manželkou barona Nikolause Justha, c. k. komořího a taktéž armádního důstojníka.